# 月城 (招宝山)
29°57′51.144″N 121°43′21.84″E / 29.96420667°N 121.7227333°E
月城是中国浙江省宁波市镇海区的一座城池。城池建于清光绪九年（1883年），位于招宝山东北侧山腰，为提督欧阳利见为拱卫山顶的威远城及威远炮台而建。城池长70丈，高1.2丈，宽9尺，上有“海宇乂安”四字。月城历经中法战争和抗日战争至今保存完好。1996年，月城随其他镇海口海防设施被纳入第四批全国重点文物保护单位镇海口海防遗址。